# Centralny Ośrodek Informatyki
Centralny Ośrodek Informatyki (COI) – instytucja gospodarki budżetowej powstała w 2010 roku z siedzibą w Warszawie. Do grudnia 2015 podlegała ministrowi spraw wewnętrznych, od tego czasu podlega Ministerstwu Cyfryzacji (w latach 2020-2023 podlegała bezpośrednio KPRM).
COI jest instytucją realizującą projekty IT dla sektora publicznego.  Przedmiotem podstawowej działalności COI jest wykonywanie usług na rzecz ministra w zakresie budowy, rozwoju i eksploatacji państwowych systemów teleinformatycznych. Podstawowe zadania to zapewnienie rozwoju i funkcjonowania systemów:
- Centralnej Ewidencji Pojazdów i Kierowców (SI CEPiK)
- Systemu Rejestrów Państwowych, którego składowymi są rejestry[3]:
  - Powszechny Elektroniczny System Ewidencji Ludności
  - Rejestr Dowodów Osobistych
  - Rejestr Dokumentów Paszportowych
  - Rejestr Stanu Cywilnego
  - Rejestr Danych Kontaktowych
  - System Odznaczeń Państwowych
  - Centralny Rejestr Sprzeciwów
  - Centralny Rejestr Wyborców
  - Rejestr zastrzegania numerów PESEL
- Elektroniczna Platforma Usług Administracji Publicznej
- mObywatel

COI udostępnia również usługi dla obywateli:
- obywatel.gov.pl
- profil zaufany